# Calamiana variegata
Calamiana variegata és una espècie de peix de la família dels gòbids i de l'ordre dels perciformes.

## Hàbitat
És un peix de clima tropical i demersal.

## Distribució geogràfica
Es troba al Pacífic occidental central: Singapur, Tailàndia i Indonèsia.

## Observacions
És inofensiu per als humans.